# Day After Tomorrow
day after tomorrow là một ban nhạc khá nổi tiếng của Nhật Bản. Người sản xuất các đĩa nhạc cho họ chính là thủ lĩnh cũ của nhóm Every Little Thing- Igarashi Mitsuru. Album tổng hợp phát hành vào tháng 8-2005 đã không đem lại nhiều thành quả cho họ do những vụ tai tiếng trong làng giải trí. Kể từ đó, ban nhạc tan rã và ca sĩ chính misono bắt đầu sự nghiệp hát đơn.

## Các phát hành

### Album
- [2003.03.26] elements
- [2004.02.18] primary colors
- [2005.03.09] day alone
- [2005.08.03] complete Best
- [2005.08.03] single Best
- [2006.09.20] Selection Best Album

### Album nhỏ
- [2002.08.07] day after tomorrow
- [2002.11.20] day after tomorrow II

### Đĩa đơn
- [2002.08.28] faraway
- [2002.12.04] My faity
- [2003.01.22] futurity
- [2003.04.16] Stay in my heart
- [2003.07.24] DAY STAR
- [2003.09.03] moon gate
- [2003.12.17] Dear Friends / It's My Way
- [2004.02.04] Hotarubi / Show Time (螢火)
- [2004.08.25] lost angel
- [2005.01.13] Kimi to Aeta Kiseki (君と逢えた奇蹟)
- [2005.02.23] Yuri no Hana (ユリノハナ)

### Đĩa DVD
- [2002.08.07] faraway
- [2002.11.20] My faith
- [2003.12.17] DAY ALIVE ~1st live tour 2003 'elements'~
- [2004.03.10] DAY CLIPS
- [2004.06.09] more than a million miles
- [2004.09.29] Music Drama "lost angel ~Ano Hi, Midori ni Kimi ga Ite~" (あの日、碧にキミがいて)
- [2005.03.25] Original Movie "day alone ~Manohra to Hime-chan~" (マノーラと姫ちゃん)